# En dag på kapplöpningarna
En dag på kapplöpningarna (engelska: A Day at the Races) är en amerikansk komedifilm från 1937 med Bröderna Marx, i regi av Sam Wood.

## Handling
Filmen handlar om ett hälsohem i Florida som har ekonomiska problem. En av gästerna på hemmet är den rika mrs. Emily Upjohn (Margaret Dumont), som går med på att bidra med pengar på ett villkor: att hennes gamle läkare, doktor Hugo Z. Hackenbush (Groucho) kommer till hemmet och ger henne behandling. Det visar sig dock att Hackenbush inte är en vanlig doktor, utan hästdoktor. När han släpps lös på kliniken blir ingenting sig likt.
Chico gör rollen som Tony, som både jobbar på hälsohemmet och säljer tips på kapplöpningsbanan, där hans vän Stuffy (Harpo) jobbar som jockey.
- Groucho tar pulsen på Harpo och håller hans handled i flera sekunder under absolut tystnad. Sedan utbrister han: "Antingen är han död eller så har min klocka stannat".

- - Groucho försöker övertala mrs Upjohn att gifta sig med honom och säger: "Gift dig med mig och jag ska aldrig mer titta åt en annan häst".<S

## Rollista i urval
- Groucho Marx - Dr Hugo Z. Hackenbush
- Chico Marx - Tony
- Harpo Marx - Stuffy
- Allan Jones - Gil Stewart
- Maureen O’Sullivan - Judy Standish
- Margaret Dumont - Emily Upjohn
- Douglass Dumbrille - J.D. Morgan
- Sig Ruman - Dr Leopold X. Steinberg
- Leonard Ceeley - Whitmore
- Esther Muir - Flo
- Robert Middlemass - sheriff
- Vivien Fay - dansare
- Ivie Anderson - sångare
- The Crinoline Choir - musikensemble

## Om filmen
Filmen är en av Bröderna Marx mest berömda filmer och den sjunde långfilmen. Filmen nominerades 1938 till en Oscar för bästa danskoreografi (genom Dave Gould). Scenen som nominerades är en av de första gångerna Lindy hop visas i en långfilm på bio. Alla dansare var afroamerikaner och trots nomineringen till en Oscar för just dansscenen så klipptes den bort och visades inte i södra USA. Även långt senare när filmen släpptes på VHS så var scenen bortklippt. Under 2000-talet går det att se scenen i versioner på streamingtjänster och Blu Ray utgåvor.
Halvvägs in i produktionen dog filmens producent Irving Thalberg. Filmen hade amerikansk premiär den 11 juni 1937 och svensk premiär den 4 oktober 1937.

## I kulturen
Rockgruppen Queen gav ut albumet A Day at the Races 1976, inspirerat av filmen En dag på kapplöpningarna. De gav också ut albumet A Night at the Opera 1975, döpt efter Marx-filmen med samma namn.